# Несулюв
Несулюв (пол. Niesulów) — село в Польщі, у гміні Ґідле Радомщанського повіту Лодзинського воєводства.
У 1975—1998 роках село належало до Ченстоховського воєводства.